# European Young Chemists' Network
A Rede Europeia de Químicos Jovens (em inglês:  European Young Chemists’ Network, EYCN) é a divisão de químicos jovens da Sociedade Europeia de Química (EuChemS – European Chemical Society), que reúne químicos jovens (menos de trinta e cinco anos) pertencentes a uma sociedade europeia. 

## História
Foi fundada em 2006. A ideia de criar a EYCN dentro da EuChemS surgiu após várias reuniões de jovens cientistas na Europa. Em 31 de agosto de 2006, durante o 1.º Congresso Europeu de Química (European Chemistry Congress, ECC) em Budapeste, foi escrito um artigo intitulado “Aims, Tasks and Goals of EYCN”. Em março de 2007, Jens Breffke (Alemanha) e Csaba Janáky (Hungria) convidaram todas as sociedades europeias a enviar os respetivos delegados nacionais a Berlim, a fim de estabelecer as regras da EYCN, que foram posteriormente confirmadas pelo comité executivo da EuChemS. Enquanto isso, a EYCN juntou todos os químicos jovens dentro da estrutura da EuChemS afim de fomentar a partilha de conhecimento, experiências e ideias. Desde o seu estabelecimento, sociedades de química nacionais de 28 países elegeram os seus delegados químicos jovens para representar as respetivas divisões na EYCN (mapa).

## Organização
A EYCN dispõe de uma direção constituída por quatro equipas individuais (Equipa de Recrutamento – Membership Team, Equipa de Networking – Networks Team, Equipa de Ciência – Science Team e Equipa de Comunicação – Communication Team), que têm responsabilidades específicas, sendo cada uma delas gerida por um líder. Sendo uma das divisões mais ativas da EuChemS, o principal objetivo da EYCN é apoiar e orientar estudantes, jovens investigadores em início de carreira e profissionais através de prémios (prémios de melhor cartaz e melhor apresentação oral e o Prémio Europeu de Químico Jovem – European Young Chemist Award (EYCA)), programas de intercâmbio (bolsas de estudo, programa de jovens químicos que atravessam fronteiras – YCCB - Young Chemists Crossing Borders program) e atividades educativas (conferências, atividades planeamento e gestão de carreira, simpósios de soft-skills).
É importante ressalvar que a EYCN colabora com sucesso com outras redes de químicos jovens na Europa e para além desta. De salientar a colaboração particularmente frutífera com o Comité de Químicos Jovens da Sociedade Americana de Química (American Chemical Society-Younger Chemists Committee (ACS-YCC)), assim como a recente e ativa cooperação com a Rede Internacional de Químicos Mais Jovens (IYCN – International Younger Chemists Network).
Para além do apoio financeiro assegurado pela EuChemS, a EYCN tem sido apoiado pela Evonik Industries ao longo dos últimos anos.

## Projetos e Eventos
Para aproximar a ciência de um público mais abrangente, a EYCN organiza desde 2016 o concurso de fotografia científica Photochimica, em colaboração com a Royal Society of Chemistry (RSC), e o concurso bienal Chemistry Rediscovered, uma competição de vídeo destinada a estudantes do ensino secundário. 
A EYCN também organiza vários eventos, incluindo o Encontro europeu de jovens químicos (EYCheM), um simpósio no Congresso Europeu de Química (ECC) e anualmente a assembleia de delegados (AD). Já ocorreram 15 AD desde a primeira assembleia realizada em 2006 em Budapeste, Hungria.

## Comité diretivo da EYCN
De 2006 a 2013, o Comité diretivo da EYCN e as respetivas equipas foram trocadas a cada um a três anos. Após 2013, as eleições começaram a ocorrer a cada dois anos. Cada Comité diretivo da EYCN melhorou o impacto da EYCN por meio de várias contribuições importantes.
- 2019-2021[11][12][13]

Presidente: Antonio M. Rodríguez García (Espanha); Secretário: Maximilian Menche (Alemanha); Tesoureira: Jelena Lazić (2019–20) (Sérvia), Carina Crucho (2020–21) (Portugal); Líder da equipa de comunicação: Maxime Rossato (França); Líder da equipa de conexões globais: Lieke van Gijzel (Holanda); Líder da equipa de recrutamento: Miguel Steiner (Áustria); Líder da equipa de networking: Jovana V. Milic (Suíça); Líder da equipa de ciência: Katarina Josifovska (2019–20) (Macedônia do Norte), Robert-Andrei Țincu (2020–21) (Romênia); Conselheira: Alice Soldà (Itália)
- 2017-2019[14][15]

Presidente: Alice Soldà (Itália); Secretário: Torsten John (Alemanha); Líder da equipa de comunicação: Kseniia Otvagina (Rússia); Líder da equipa de recrutamento: Jelena Lazić (Sérvia); Líder da equipa de networking: Victor Mougel (França); Líder da equipa de ciência: Hanna Makowska (Polônia); Conselheiro: Fernando Gomollón-Bel (Espanha)
Principais realizações: A página web "Química em toda a Europa" que fornece as informações básicas sobre a química no campo académico e industrial em toda a Europa e o canal da EYCN no YouTube. O 2º Encontro Europeu de Jovens Químicos (EYCheM) foi organizado em colaboração com a sociedade alemã de química (GDCh-JCF) em Bremen.
- 2015-2017

Presidente: Fernando Gomollón-Bel (Espanha); Secretário: Camille Oger (França); Líder da equipa de ciência: Oana Fronoiu (Romênia); Líder da equipa de comunicação: Sarah Newton (Reino Unido); Líder da equipa de networking: Michael Terzidis (Grécia); Líder da equipa de recrutamento: Emanuel Ehmki (Áustria)
Principais realizações: Foram estabelecidas as regras para o processo de eleição da direção da EYCN e da comparência à AD e decidida a publicação de um boletim mensal informativo.
- 2013-2015

Presidente: Frédérique Backaert (Belgique); Secretária: Aurora Walshe (Reino Unido); Líder da equipa de ciência: Vladimir Ene (Romênia); Líder da equipa de comunicação: Lisa Phelan (Irlanda); Líder da equipa de recrutamento: Koert Wijnbergen (Holanda); Líder da equipa de networking: Anna Stefaniuk-Grams (Polônia); Conselheira: Cristina Todaşcă (Romênia)
Realização principal: Primeira participação da EYCN em 2014 no Congresso de Química EuCheMS (ECC5) em Istambul, Turquia.
- 2012-2013

Presidente: Cristina Todaşcă (Romênia); Secretária: Aurora Walshe (Reino Unido)
Realização principal: A EYCN foi pela primeira vez organizada em equipas, cada uma com o seu próprio líder e vários delegados como membros.

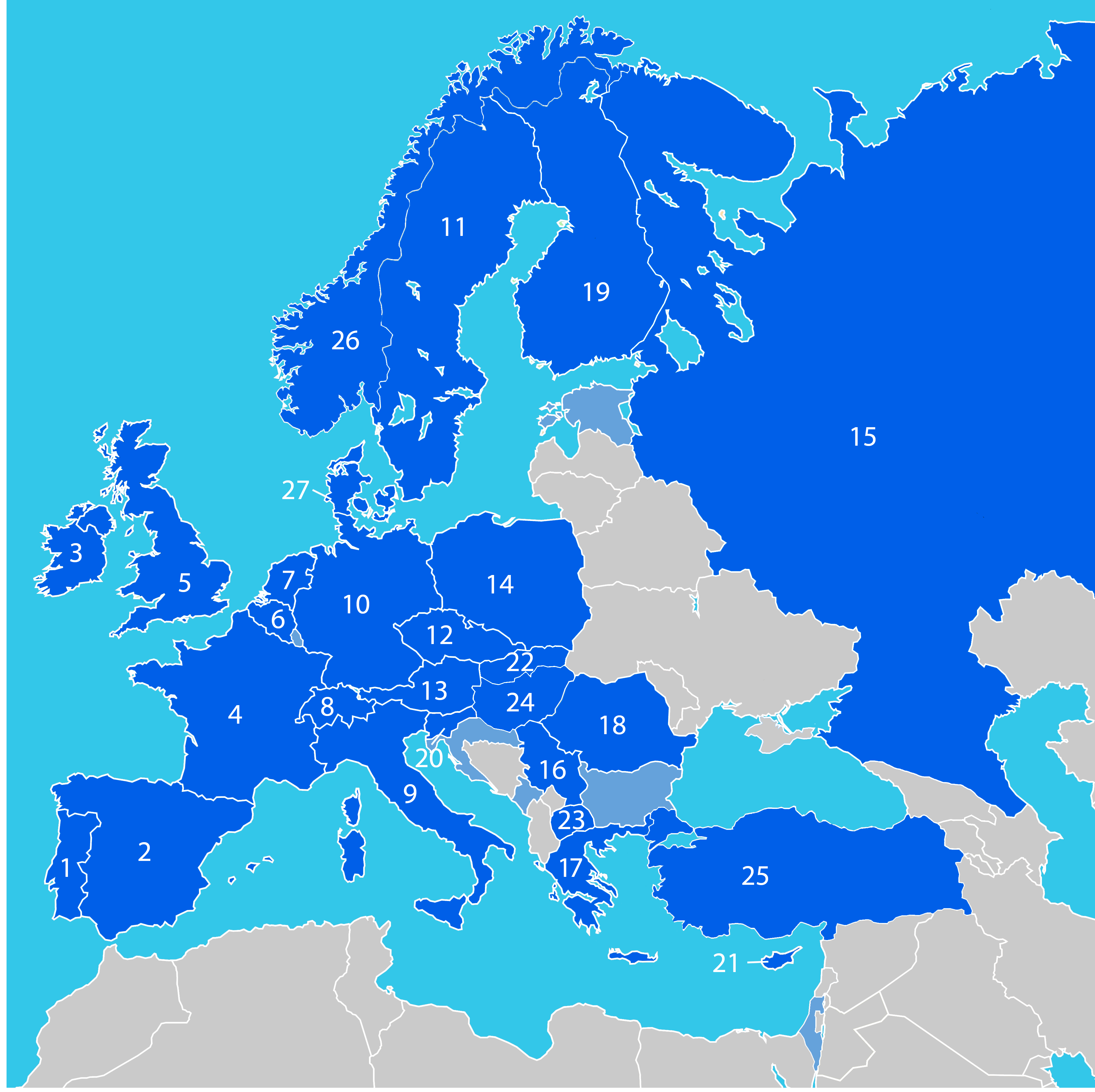
Mapa de todos os países com delegados ativos na EYCN: (10) Alemanha (2006), (13) Áustria (2008), (6) Bélgica (2008), (21) Chipre (2017), (20) Croácia (2019), (27) Dinamarca (2019), (22) Eslováquia (2018), Eslovênia (2015), (2) Espanha (2007), (19) Finlândia (2008), (4) França (2007), (17) Grécia (2011), (24) Hungria (2006)), (3) Irlanda (2008), (9) Itália (2007), (7) Holanda (2007), (26) Noruega (2014), (14) Polônia (2008), (1) Portugal (2007), (5) Reino Unido (2007) (23) República da Macedônia do Norte (2018), (12) República Tcheca (2007), (18) Romênia (2007), (15) Rússia (2008), (16) Sérvia (2011), (11) Suécia (2010), (8) Suíça (2007), (25) Turquia (2007)

- 2010-2012

Presidente: Viviana Fluxa (Suíça); Secretária: Cristina Todaşcă (Romênia); Colaboração com indústrias: Lineke Pelleboer (Holanda); Comunicação externa: Guillaume Poisson (França); Recrutamento e comunicação interna: Aurora Walshe (Reino Unido); Designer do site: Magorzata Zaitz (Polônia)
Principais realizações: Elaboração do website da EYCN e participação ativa no 3º Congresso de Química EuCheMS em Nuremberg em 2010.
- 2009-2010

Presidente: Sergej Toews (Alemanha); Secretária: Helena Laavi (Finlândia); Colaboração com a indústria: Viviana Fluxa (Suíça); equipa de comunicação: Dan Dumitrescu (Romênia); equipa de ciência: Ilya Vorotyntsev (Rússia)
Realização principal: A identidade corporativa da EYCN foi desenvolvida.
- 2006-2009

Presidente: Csaba Janáky (Hungria); Secretária: Emma Dumphy (Suíça); Tesoureiro: Juan Luis Delgado de la Cruz (Espanha); responsável por patrocinadores e sponsors: Jens Breffke (Alemanha); Oficial de comunicações: Cristina Todaşcă (Romênia)
Realização principal: A EYCN foi criada oficialmente em Berlim a partir dos representantes de doze Sociedades Químicas Nacionais.